# Ludovico Sforza

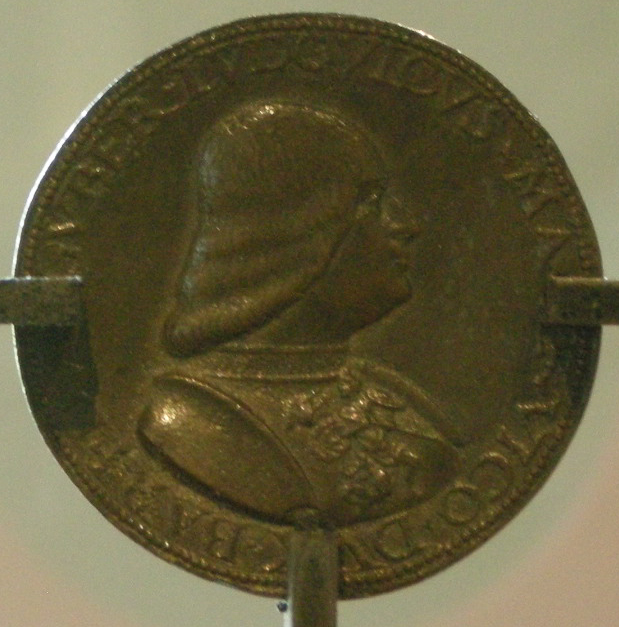
Ludovico Sforza, medaljong av Caradosso.

Ludovico Sforza, även känd som Ludovico il Moro (moren) på grund av sin mörka hy, född 27 juli 1452 i Vigevano, Lombardiet, död 27 maj 1508 i Loches (Indre-et-Loire), Frankrike, var hertig av Milano 1494-1500. Han var Leonardo da Vincis beskyddare och beställare av Leonardos monumentalfresk Nattvarden i klostret Santa Maria delle Grazie. 
Ludovico föddes som andre son till Francesco I Sforza. Han gifte sig med Beatrice d'Este i januari 1491. I äktenskapet föddes de senare hertigarna Massimiliano och Francesco II Sforza.